# ژان وال

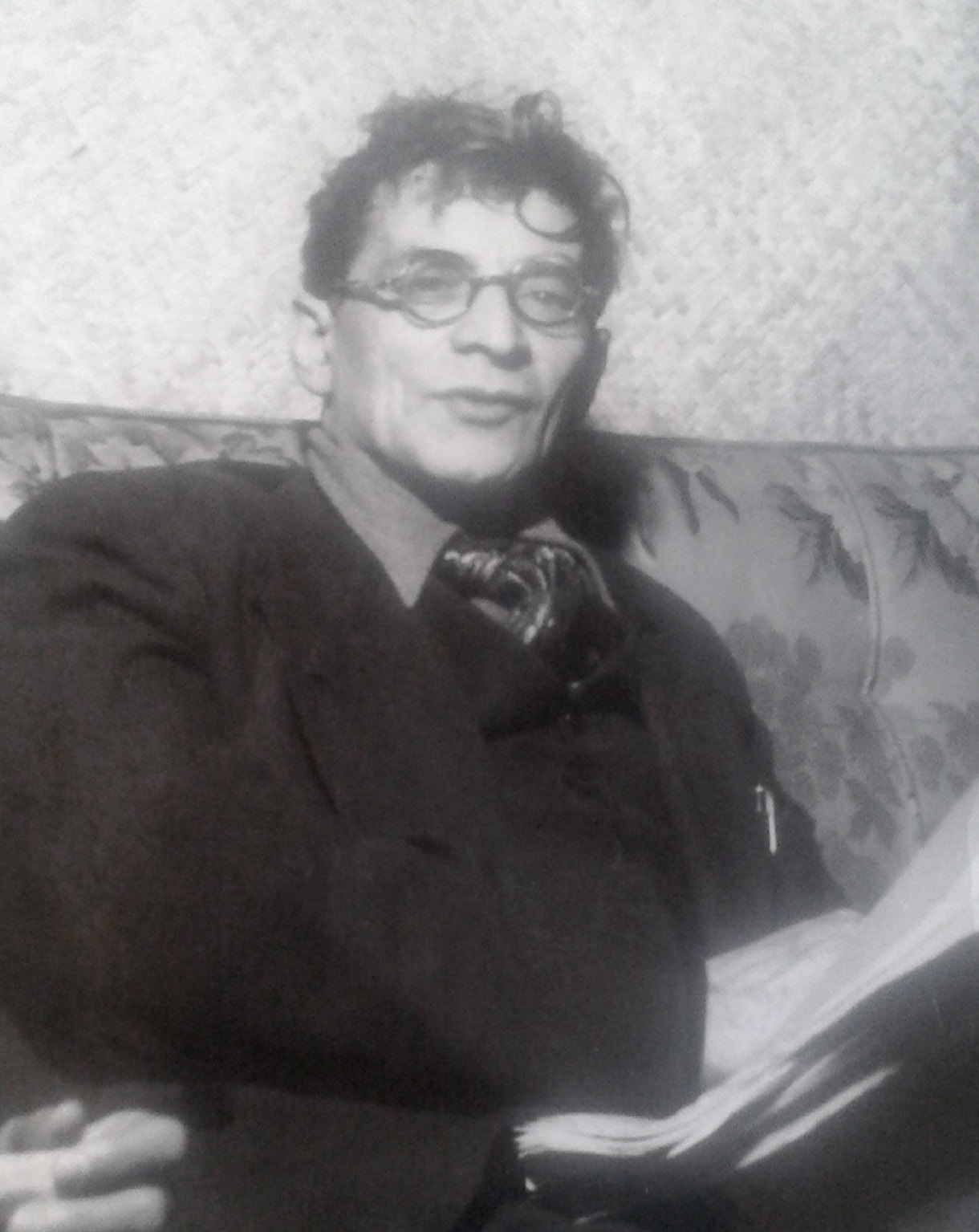
ژان وال در سال ۱۹۶۲ میلادی

ژان وال (به فرانسوی: Jean Wahl) (زاده ۲۵ مه ۱۸۸۸ در مارسی – درگذشته ۱۹ ژوئن ۱۹۷۴ در پاریس) فیلسوف فرانسوی‌بود.